# Équancourt
Équancourt  ist eine französische Gemeinde mit 298 Einwohnern (Stand 1. Januar 2022) im Département Somme in der Region Hauts-de-France. Sie gehört zum Arrondissement Péronne und zum Kanton Péronne.

## Bevölkerungsentwicklung
| Jahr      | 1962 | 1968 | 1975 | 1982 | 1990 | 1999 | 2009 |
| Einwohner | 390  | 417  | 326  | 320  | 293  | 280  | 321  |

## Sehenswürdigkeiten
- Kirche Saint-Martin